# Marion Porcher
Pour les articles homonymes, voir Porcher.
Marion Porcher, née le 30 novembre 1992 au Mans, est une coureuse cycliste française spécialiste de VTT Trial. 
Médaillé de bronze au championnat du monde de la jeunesse en Allemagne. Quadruple championne de France.

## Palmarès en VTT

### Championnat du monde
- Saalfelden-Leogang 2012
  -  Médaillée d'argent du championnat du monde trial par équipes
- Pietermaritzburg 2013
  -  Médaillée d'argent du championnat du monde trial par équipes
- Lillehammer-Hafjell 2014
  -  Médaillée d'argent du championnat du monde trial par équipes

### Championnats de France
- 2007 : 3e
- 2008 : 2e
- 2011 :  championne de France de Trial
- 2012 :  championne de France de Trial
- 2013 :  championne de France de Trial
- 2014 :  championne de France de Trial